# Alexandre Frota
Alexandre Frota de Andrade (Rio de Janeiro, 14 de outubro de 1963) é um ator e político brasileiro. É filiado ao Partido Democrático Trabalhista (PDT). Exerceu o cargo de deputado federal por São Paulo entre 2019 e 2023.

## Carreira
É filho de Antônio Carlos de Andrade (Rio de Janeiro, 25 de junho de 1929) e Lais Frota (1940-2018), de origem portuguesa, suíça e alemã, casada segunda vez a 19 de setembro de 1987 com Ronaldo Mauri Obladen.
Foi descoberto em um concurso de jovens talentos para a indústria de vídeos da área amadora. Alcançou grande destaque, depois da puberdade, quando começou a contracenar em filmes adultos. Atuou em diversas telenovelas na TV Globo de televisão e também no cinema nacional.
Participou da primeira edição do reality show Casa dos Artistas, no SBT, onde se destacou ao lado de Supla. Voltou a realizar um reality show participando da Quinta das Celebridades em Portugal e ficou em segundo lugar, onde em primeiro ficou o polêmico José Castelo Branco. Alexandre Frota voltou para Portugal, onde fez strips e esteve no espectáculo Sex Fever. Depois entrou em um novo reality show, Primeira Companhia, cujo formato é um quartel onde José Castelo Branco também participou.
Alexandre Frota posou nu para a revista Íntima em 1999, e quatro vezes para a revista brasileira G Magazine, sendo também o homem que posou mais vezes em menos tempo na história da revista (outubro de 2001, janeiro de 2003, setembro de 2004 e janeiro de 2006). Empresariou grupos de dançarinas de funk, em 2001.
Em 2004, surpreendeu o público ao assinar contrato com a produtora de filmes pornográficos Brasileirinhas, sendo o primeiro ator famoso no Brasil a assumidamente entrar neste ramo. Outros, como o ator David Cardoso, já haviam atuado nesse tipo de filme, mas sempre escondidos por pseudônimos e, posteriormente, negando em entrevistas que haviam trabalhado como ator pornô.

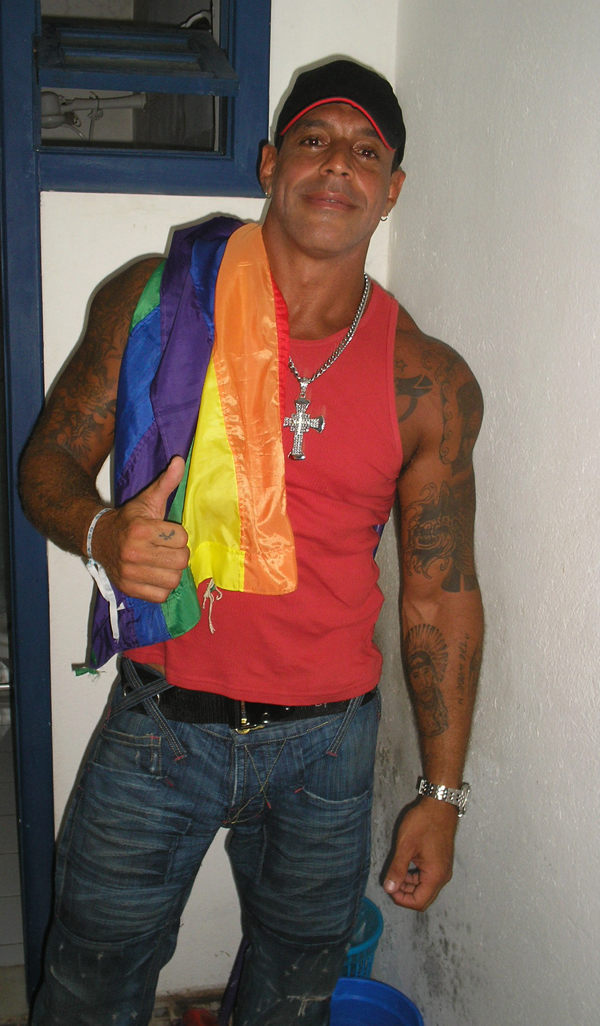
Frota em 2006.

Pouco depois, Alexandre criaria uma nova polêmica no mesmo ramo, fazendo um filme pornô no qual contracena com a travesti Bianca Soares.
Em 2006, se envolveu numa briga no programa Superpop, falando do seu desafeto com a transexual Renata Finsk, atriz contratada do Show do Tom, na RecordTV.
Em fevereiro de 2008, após assinar um contrato de 3 anos com a RecordTV como supervisor artístico, declarou: "Posso vir a passar fome, mas filme pornô eu não faço mais", indicando seu afastamento com a indústria de filmes pornográficos.
Em junho de 2009, abandonou a equipe de direção do reality show A Fazenda, também da RecordTV, após desentendimento com o diretor da atração, Rodrigo Carelli. Ele disse que não houve brigas, apenas divergências de opinião por achar que o ritmo do programa estava muito lento.
Em setembro de 2010, ele anunciou que jogaria futebol americano pelo Corinthians Steamrollers, time que representa o Corinthians na modalidade. Ele defendeu a equipe na disputa do Campeonato Brasileiro vestindo a camisa de número 77.
Em 2011, assinou contrato com SBT e fazia parte do programa humorístico A Praça É Nossa. Fez parte do programa até 2017, quando foi demitido após uma reformulação.
No final de 2012, foi contratado pela Rede Brasil e de março de 2013 a maio de 2014 apresentou o Programa do Frota.
Em março de 2013, anunciou sua retirada do futebol americano.
Em outubro de 2013, mês em que completou 50 anos, publicou sua autobiografia "Identidade Frota: A Estrela e a Escuridão 5.0" em depoimento ao jornalista Pedro Henrique Peixoto.
De 2015 até 2016, apresentou o talk show Boa Noite com Alexandre Frota, também na Rede Brasil.
Em dezembro de 2022, a justiça decretou falência do deputado.
No dia 8 de junho de 2025, Alexandre Frota, com 61 anos, retornou à TV Globo 26 anos após sua última novela. No "Domingão com Huck" deste domingo (8), participou do quadro Batalha do Lip Sync. Luciano Huck anunciou sua volta à emissora, revelando que Frota integra as histórias do programa. O ator, que fez sua última novela na Globo em "Malhação" (1999), participou de diversos outros programas fora da emissora e também esteve na versão portuguesa de "A Fazenda". 

## Vida política
Atualmente, Alexandre Frota tem participado de ativismo político, tendo, segundo ele, fundado o Movimento Brasil Livre (MBL), tal fato é questionado na justiça, e sendo hoje proprietário da Associação Movimento Brasil Livre. Também tem se envolvido com o chamado Escola sem Partido.

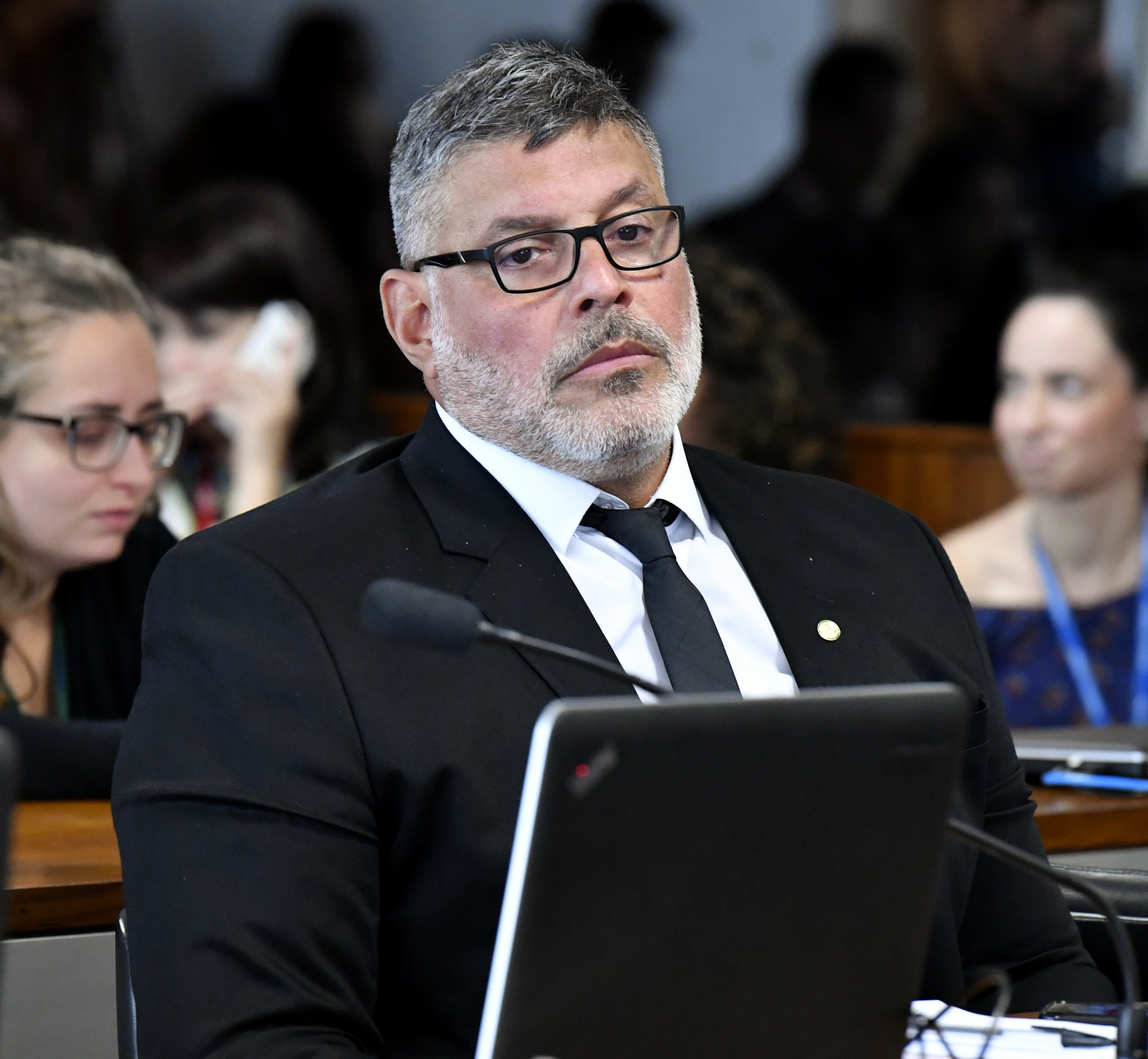
Frota durante a CPMI das Fake News (2020)

Em maio de 2016, entrou com um pedido e apoiou o impeachment de Dilma Rousseff.
Em maio de 2018, apoiou a greve dos caminhoneiros no Brasil. Ainda naquele ano, lançou sua candidatura a deputado federal pelo Partido Social Liberal (PSL) ao estado de São Paulo, a qual foi bem-sucedida, sendo eleito com 155.122 votos. Em agosto de 2019, foi expulso do partido após tecer críticas ao governo de Jair Bolsonaro (PSL). Após essa desfiliação, filiou-se ao Partido da Social Democracia Brasileira (PSDB), em ato com o então governador de SP, João Doria (PSDB).
Prometendo pautar o impeachment do presidente Jair Bolsonaro, anunciou sua concorrência à presidência da Câmara dos Deputados na eleição de 2021, porém não registrou sua candidatura no dia, sendo assim considerada avulsa.
Como parlamentar, votou de maneira favorável para Reforma da Previdência do governo Jair Bolsonaro. Votou contra a privatização da Eletrobras.
Em 2022, anunciou candidatura ao cargo de Deputado estadual de São Paulo, pelo PSDB. Não eleito, após a sinalização do apoio de Rodrigo Garcia à Tarcísio de Freitas no segundo turno das eleições estaduais em São Paulo em 2022, Frota deixou o PSDB.
Em 6 de outubro de 2024, Frota foi eleito vereador pela cidade de Cotia, na região metropolitana de São Paulo. Frota recebeu 2.893 votos e foi eleito por média.

## Desempenho eleitoral
| Ano  | Eleição                | Partido | Cargo             | Votos   | %     | Resultado | Ref    |
| ---- | ---------------------- | ------- | ----------------- | ------- | ----- | --------- | ------ |
| 2018 | Estaduais em São Paulo | PSL     | Deputado federal  | 155.522 | 0,74% | Eleito    | [ 26 ] |
| 2022 | Estaduais em São Paulo | PSDB    | Deputado estadual | 24.224  | 0,10% | Suplente  | [ 27 ] |
| 2024 | Municipal de Cotia     | PDT     | Vereador          | 2.893   | 2,10% | Eleito    | [ 28 ] |

## Vida pessoal
Alexandre Frota é sobrinho-neto de Sylvio Frota, general e ministro do exército no governo de Ernesto Geisel.
Casou-se pela primeira vez no Rio de Janeiro, na Candelária, em 15 de dezembro de 1986, com Cláudia Raia, divorciando-se em 1989. Depois, casou-se com Andréa Oliveira, casamento que durou apenas alguns meses. Em 1 de maio de 1998, nasceu seu filho Mayã Lima Frota, de seu relacionamento com a personal trainer Samantha Lima Gondim. Frota declarou que, no entanto, não mantém contato com o filho, e foi alvo de acusações na Justiça por não pagar a pensão alimentícia corretamente em 2011. De 2000 a 2003, foi casado com a dançarina Daniela Freitas. Na década de 2000, namorou a modelo Dani Sperle. Em abril de 2010, após terem marcado a cerimônia de casamento, houve uma briga entre os dois e os dois se separaram. Desde 2011, é casado com a modelo e assistente de palco Fabiana Rodrigues, com quem tem dois filhos.
Durante o programa de Cátia Fonseca, Alexandre Frota admitiu sentir atração por pessoas do mesmo sexo, mas afirmou ser apaixonado por sua esposa e estar bem resolvido com sua sexualidade. Em provocação ao Marco Feliciano, numa entrevista ao Morning Show (Rede TV!), ele alegou ser pentassexual, que já foi bi, depois tri e que tentará ser hexa.
Em 17 de agosto de 2024, nasceu sua primeira neta, de nome Eloise, que é filha de Mayã, na Bélgica.
Em entrevista ao podcast "Não É Nada Pessoal", Frota acusou o diretor Wolf Maya de tê-lo assediado na época da telenovela Livre para Voar, de 1984.

## Filmografia

### Televisão
| Ano     | Título                                         | Personagem / função           | Notas                         |
| ------- | ---------------------------------------------- | ----------------------------- | ----------------------------- |
| 1984    | Vereda Tropical                                | Jogador adversário de Luca    | Participação especial         |
| 1984    | Livre para Voar                                | Cecílio                       |                               |
| 1985    | Roque Santeiro                                 | Luiz Cláudio (Luizão)         |                               |
| 1986    | Cambalacho                                     | Assediador                    | Participação                  |
| 1987    | Sassaricando                                   | Apolo dos Santos              |                               |
| 1988    | Chapadão do Bugre                              | Estevão Inácio (Estevãozinho) |                               |
| 1988    | Olho por Olho                                  | Rico                          |                               |
| 1989    | Top Model                                      | Raul Bosque                   |                               |
| 1990    | Boca do Lixo                                   | Tomás Oliveira                |                               |
| 1991    | O Sorriso do Lagarto                           | Tavinho                       |                               |
| 1992    | Perigosas Peruas                               | Ângelo Garcia (Jaú)           |                               |
| 1994    | Você Decide                                    | Veiga                         | Episódio: "Amigo do peito"    |
| 1996    | Cara e Coroa                                   | Boca                          | Episódio: "30 de março"       |
| 1996    | Sai de Baixo                                   | Mafioso                       | Episódio: "Damas de Paus"     |
| 1997    | Olho da Terra                                  | Marcelo Fagundes Alencar      |                               |
| 1997    | Por Amor e Ódio                                | Santiago                      |                               |
| 1998    | Programa Galera                                | Apresentador                  |                               |
| 1999    | Malhação                                       | Robson                        | Temporada 5                   |
| 2001    | Casa dos Artistas                              | Participante                  | Temporada 1                   |
| 2002    | Marisol                                        | Mário Soares                  |                               |
| 2004    | Turma do Gueto                                 | Nenê / Kadu                   | Episódio: "20 de setembro"    |
| 2004    | Meu Cunhado                                    | Gasto                         | Episódio: "Economia Informal" |
| 2004    | Quinta das Celebridades                        | Participante                  | Temporada 1                   |
| 2005    | 1.ª Companhia                                  | Participante                  | Temporada 1                   |
| 2006    | Mandrake                                       | Jorginho                      | Episódio: "Alma"              |
| 2007–09 | Show do Tom                                    | Capitão Monumento             | Quadro: Bofe de Elite         |
| 2011–17 | A Praça É Nossa                                | Robin / Temaki / Juninho      |                               |
| 2013–14 | Programa do Frota                              | Apresentador                  |                               |
| 2015–16 | Boa Noite com Alexandre Frota                  | Apresentador                  |                               |
| 2022    | Pacto Brutal - O Assassinato de Daniella Perez | Ele mesmo                     |                               |
| 2025    | Batalha do Lip Sync                            | Participante (vencedor)       | Temporada 4                   |

### Internet
| Ano  | Título           | Cargo        |
| ---- | ---------------- | ------------ |
| 2013 | Paredão do Frota | Apresentador |

### Cinema
| Ano  | Título                                         | Personagem   |
| ---- | ---------------------------------------------- | ------------ |
| 2014 | Copa de Elite                                  | Mãe de Jorge |
| 2012 | Phoenix                                        | Andrade      |
| 1990 | A Rota do Brilho                               | Tom          |
| 1990 | Matou a Família e Foi ao Cinema                | Bebbeto      |
| 1988 | O Escorpião Escarlate                          | Caio         |
| 1985 | As Aventuras de Sérgio Mallandro               | Frota        |
| 1984 | Os Bons Tempos Voltaram: Vamos Gozar Outra Vez | Bruno        |
| 1984 | Garota Dourada                                 | Peninha      |

| Ano  | Título                                | Personagem | Notas                   |
| ---- | ------------------------------------- | ---------- | ----------------------- |
| 2009 | A Última F... de Frota no Pornô       | Ele mesmo  | Celebridades Sexxy      |
| 2009 | 00 Frota: O Homem da Pistola de Ouro  | Ele mesmo  | Celebridades Sexxy      |
| 2009 | Carnaval do Frota                     | Ele mesmo  | Celebridades Sexxy      |
| 2009 | F... Radical                          | Ele mesmo  | Brasileirinhas          |
| 2008 | Puro Desejo                           | Ele mesmo  | Brasileirinhas          |
| 2008 | Sem Limite                            | Ele mesmo  | Brasileirinhas          |
| 2008 | United Colors of Celebrites           | Ele mesmo  | Brasileirinhas          |
| 2008 | Carnaval do Frota                     | Ele mesmo  | Brasileirinhas          |
| 2007 | Invadindo a Retaguarda                | Ele mesmo  | SexSites                |
| 2007 | Especial de Natal do Frota            | Ele mesmo  | Celebridades Sexxy      |
| 2007 | Frota, Mônica e Sousa                 | Ele mesmo  | Brasileirinhas          |
| 2007 | A Proibida do Sexo e a Gueixa do Funk | Ele mesmo  | Brasileirinhas          |
| 2007 | Na Teia do Sexo                       | Ele mesmo  | Brasileirinhas          |
| 2006 | Garoto de Programa                    | Ele mesmo  | Brasileirinhas          |
| 2006 | Anal Total 10                         | Ele mesmo  | Brasileirinhas          |
| 2005 | Invasão de Privacidade                | Ele mesmo  | Brasileirinhas          |
| 2005 | 11 Mulheres e Nenhum Segredo          | Ele mesmo  | Brasileirinhas          |
| 2004 | Sexo, Suor e Samba                    | Ele mesmo  | Brasileirinhas          |
| 2004 | A Bela e o Prisioneiro                | Ele mesmo  | Brasileirinhas          |
| 2004 | A Boneca da Casa                      | -          | Diretor /Brasileirinhas |
| 2004 | Obsessão                              | Ele mesmo  | Brasileirinhas          |

### Rádio
| Ano           | Título  | Emissora      | Cargo        |
| ------------- | ------- | ------------- | ------------ |
| 2022-presente | Zero 11 | Rádio Capital | Apresentador |

## Controvérsias
Em 25 de junho de 2012 o ator em participação no programa Muito+ disse que ele e Joana Machado haviam ficado juntos. Em revelação no quadro "Vale Tudo, Só Não Vale Mentir" do programa Tudo É Possível no dia 15 de julho de 2012 o participante disse que já havia transado com a ex-integrante do reality-show A Fazenda, levando com que o advogado de Joana entrasse na justiça contra Alexandre para impedir que ele fale dela nos meios de comunicação.
Em 2 de março de 2015, o ator foi duramente criticado em redes sociais e por personalidades políticas após narrar no programa Agora É Tarde uma história em que, segundo os críticos, fez apologia ao estupro ao deixar implícito ter praticado sexo com uma mãe de santo sem o seu consentimento. No relato, o ator conta que a mãe de santo chegou a pedir para que ele parasse, depois afirma "eu fiz tanta pressão na nuca dela que ela dormiu", e termina narrando o encontro de amigas com a suposta vítima ainda "apagada". Mais tarde, o ator disse tratar-se de uma ficção, apenas uma piada que fazia parte do roteiro da comédia stand-up da qual estava participando.
Após três anos em segredo de Justiça, tornou-se público o processo em que Frota exigia do seu plano de saúde a cobertura para uma cirurgia de prótese peniana, facto que ele havia até então negado.
Frota foi condenado em 2018 pela Justiça Brasileira a pagar cerca de dez mil euros (50 mil reais) a Chico Buarque por danos morais. Em causa está uma publicação de Twitter de outubro de 2017, entretanto apagada por ordem judicial, em que Frota insultava o compositor e cantor e acusava-o de ser ladrão.
Em janeiro de 2019, Frota foi condenado pelo Tribunal de Justiça de São Paulo a pagar uma indenização de R$ 30 mil ao jornalista Juca Kfouri por danos morais. O deputado federal eleito havia postado tweets ofensivos a Juca após o jornalista escrever sobre Frota em seu blog, o chamando de "ator pornográfico". Frota rebateu no Twitter afirmando que Kfouri era "um bêbado que não valia nada".
Em agosto de 2019, Frota é expulso do PSL pela Executiva Nacional da legenda, por fazer duras críticas abertamente ao presidente Jair Bolsonaro e se abster na votação em segundo turno da proposta do governo de Reforma da Previdência.
Em fevereiro de 2021, foi condenado a pagar uma indenização de R$ 50 mil ao cantor Chico Buarque por um post de outubro de 2017 em que o acusava de ter sido favorecido por dinheiro desviado através da Lei Rouanet. O deputado declarou que entrará com recurso.